# Eliminatórias da Ásia para a Copa do Mundo FIFA de 2014

## Sorteio
O sorteio para a composição das eliminatórias foi divulgado pela AFC em 8 de março de 2011.[2]
- Equipes entre 1 e 5, que se classificaram diretamente para a Copa do Mundo FIFA de 2010 e para a Repescagem AFC-OFC, não precisaram disputar as duas primeiras fases eliminatórias, avançando direto a fase de grupos;

- Equipes entre 6 e 27 que, nas Eliminatórias da AFC de 2010, avançaram além da primeira fase de qualificação, além dos três primeiros perdedores com os "melhores" resultados, classificaram-se para a segunda fase da qualificação;

- Equipes entre 28 e 43 iniciaram a disputa desde a primeira fase, classificando-se as vencedoras para a segunda fase onde enfrentaram as equipes entre 6 e 27 no ranking.[1]

| Entram na terceira fase (1º a 5º)                                    | Entram na segunda fase (6º a 27º) | Iniciam da primeira fase (28º a 43º) |
| -------------------------------------------------------------------- | --- | --- |
| 1. Japão 2. Coreia do Sul 3. Austrália 4. Coreia do Norte 5. Bahrein | 1. Arábia Saudita 2. Irã 3. Qatar 4. Uzbequistão 5. Emirados Árabes Unidos 6. Síria 7. Omã 8. Jordânia 9. Iraque 10. Singapura 11. China 12. Kuwait 13. Tailândia 14. Turcomenistão 15. Líbano 16. Iêmen 17. Tajiquistão 18. Hong Kong 19. Indonésia 20. Quirguistão 21. Maldivas 22. Índia | 1. Malásia 2. Afeganistão 3. Camboja 4. Nepal 5. Bangladesh 6. Sri Lanka 7. Vietnã 8. Mongólia 9. Paquistão 10. Palestina 11. Timor-Leste 12. Macau 13. Taipé Chinês 14. Myanmar 15. Filipinas 16. Laos |

## Primeira fase
Ver artigo principal: Eliminatórias da Copa do Mundo FIFA de 2014 - Ásia (primeira fase)
Em 30 de março de 2011 foram sorteados os emparelhamentos da primeira fase na sede da Confederação Asiática de Futebol em Kuala Lumpur, na Malásia. As partidas foram realizadas entre os meses de junho e julho de 2011, no sistema eliminatória em ida e volta.[3]
| Equipe 1    | Total    | Equipe 2     | Ida  | Volta |
| ----------- | -------- | ------------ | ---- | ----- |
| Malásia     | 4–4 (gf) | Taipé Chinês | 2–1  | 2–3   |
| Bangladesh  | 3–0      | Paquistão    | 3–0  | 0–0   |
| Camboja     | 6–8 (p)  | Laos         | 4–2  | 2–6   |
| Sri Lanka   | 1–5      | Filipinas    | 1–1  | 0–4   |
| Afeganistão | 1–3      | Palestina    | 0–21 | 1–1   |
| Vietnã      | 13–1     | Macau        | 6–0  | 7–1   |
| Nepal       | 7–1      | Timor-Leste  | 2–1  | 5–02  |
| Mongólia    | 1–2      | Myanmar      | 1–0  | 0–2   |

- Nota 1: Afeganistão jogou como mandante em Tursunzoda, Tadjiquistão.[4]

- Nota 2: Timor Leste jogou como mandante em Kathmandu, Nepal.[5]

## Segunda fase
Ver artigo principal: Eliminatórias da Copa do Mundo FIFA de 2014 - Ásia (segunda fase)
A segunda fase foi disputada por 30 seleções, oito delas classificadas da primeira fase a as outras 22 entrando diretamente nessa fase.
Novamente disputada no sistema eliminatório em partidas de ida e volta, o sorteio que definiu os emparelhamentos foi realizado na mesma data do correspondente à primeira fase. Foi disputada no mês julho de 2011.[3]
| Equipe 1               | Total | Equipe 2    | Ida    | Volta |
| ---------------------- | ----- | ----------- | ------ | ----- |
| Tailândia              | 3–2   | Palestina   | 1–0    | 2–2   |
| Líbano                 | 4–2   | Bangladesh  | 4–0    | 0–2   |
| China                  | 13–3  | Laos        | 7–2    | 6–1   |
| Turcomenistão          | 4–5   | Indonésia   | 1–1    | 3–4   |
| Kuwait                 | 5–1   | Filipinas   | 3–0    | 2–1   |
| Omã                    | 4–0   | Myanmar     | 2–0    | 2–03  |
| Arábia Saudita         | 8–0   | Hong Kong   | 3–0    | 5–0   |
| Irã                    | 5–0   | Maldivas    | 4–0    | 1–0   |
| Síria                  | 0–6   | Tajiquistão | 0–34 6 | 0–36  |
| Qatar                  | 4–2   | Vietnã      | 3–0    | 1–2   |
| Iraque                 | 2–0   | Iêmen       | 2–0    | 0–05  |
| Singapura              | 6–4   | Malásia     | 5–3    | 1–1   |
| Uzbequistão            | 7–0   | Quirguistão | 4–0    | 3–0   |
| Emirados Árabes Unidos | 5–2   | Índia       | 3–0    | 2–2   |
| Jordânia               | 10–1  | Nepal       | 9–0    | 1–1   |

- Nota 3: Partida abandonada após 40 minutos devido a distúrbios provocados pelo público em Myanmar.[6] A FIFA confirmou o resultado parcial de 2 a 0 como definitivo.[7]

- Nota 4: Síria jogou como mandante em Amã, Jordânia.[8]

- Nota 5: Iêmen jogou como mandante em Al Ain, Emirados Árabes Unidos.[8]

- Nota 6: Foi atribuída a vitória por 3 a 0 ao Tadjiquistão em ambos os confrontos após a Síria ser desclassificada por uso de jogador irregular.[9]

## Terceira fase
Ver artigo principal: Eliminatórias da Copa do Mundo FIFA de 2014 - Ásia (terceira fase)
As cinco equipes mais bem classificadas no ranking da FIFA juntaram-se as outras quinze equipes classificadas da segunda fase.
Nessa fase as equipes foram divididas em cinco grupos de quatro equipes cada, de acordo com o sorteio realizado no Rio de Janeiro, no Brasil, a 30 de julho de 2011.[10] Os dois primeiros colocados de cada grupo classificaram-se para a quarta fase.

### Cabeças-de-chave
O ranking da FIFA de julho de 2011 determinou a distribuição das seleções entre os potes.[11]
| Pote 1                                            | Pote 2                                                     | Pote 3                                                     | Pote 4                                                         |
| ------------------------------------------------- | ---------------------------------------------------------- | ---------------------------------------------------------- | -------------------------------------------------------------- |
| - Japão - Austrália - Coreia do Sul - Irã - China | - Uzbequistão - Qatar - Jordânia - Arábia Saudita - Kuwait | - Bahrein - Síria† - Omã - Iraque - Emirados Árabes Unidos | - Coreia do Norte - Tailândia - Singapura - Indonésia - Líbano |

- † Substituída pelo Tadjiquistão em 19 de agosto após a desclassificação da Síria.[9]

### Grupo A
| Seleção   | Pts | J | V | E | D | GP | GC | SG  |
| --------- | --- | - | - | - | - | -- | -- | --- |
| Iraque    | 15  | 6 | 5 | 0 | 1 | 14 | 4  | +10 |
| Jordânia  | 12  | 6 | 4 | 0 | 2 | 11 | 7  | +4  |
| China     | 9   | 6 | 3 | 0 | 3 | 10 | 6  | +4  |
| Singapura | 0   | 6 | 0 | 0 | 6 | 2  | 20 | –18 |

|           | CHN | JOR | IRQ | SIN |
| --------- | --- | --- | --- | --- |
| China     |     | 3–1 | 0–1 | 2–1 |
| Jordânia  | 2–1 |     | 1–3 | 2–0 |
| Iraque    | 1–0 | 0–2 |     | 7–1 |
| Singapura | 0–4 | 0–3 | 0–2 |     |

### Grupo B
| Seleção                | Pts | J | V | E | D | GP | GC | SG  |
| ---------------------- | --- | - | - | - | - | -- | -- | --- |
| Coreia do Sul          | 13  | 6 | 4 | 1 | 1 | 14 | 4  | +10 |
| Líbano                 | 10  | 6 | 3 | 1 | 2 | 10 | 14 | –4  |
| Kuwait                 | 8   | 6 | 2 | 2 | 2 | 8  | 9  | –1  |
| Emirados Árabes Unidos | 3   | 6 | 1 | 0 | 5 | 9  | 14 | –5  |

|                 | KOR | KUW | UAE | LIB |
| --------------- | --- | --- | --- | --- |
| Coreia do Sul   |     | 2–0 | 2–1 | 6–0 |
| Kuwait          | 1–1 |     | 2–1 | 0–1 |
| Emirados Árabes | 0–2 | 2–3 |     | 4–2 |
| Líbano          | 2–1 | 2–2 | 3–1 |     |

### Grupo C
| Seleção         | Pts | J | V | E | D | GP | GC | SG  |
| --------------- | --- | - | - | - | - | -- | -- | --- |
| Uzbequistão     | 16  | 6 | 5 | 1 | 0 | 8  | 1  | +7  |
| Japão           | 10  | 6 | 3 | 1 | 2 | 14 | 3  | +11 |
| Coreia do Norte | 7   | 6 | 2 | 1 | 3 | 3  | 4  | −1  |
| Tajiquistão     | 1   | 6 | 0 | 1 | 5 | 1  | 18 | −17 |

|                 | JPN | UZB | TJK | PRK |
| --------------- | --- | --- | --- | --- |
| Japão           |     | 0–1 | 8–0 | 1–0 |
| Uzbequistão     | 1–1 |     | 3–0 | 1–0 |
| Tadjiquistão    | 0–4 | 0–1 |     | 1–1 |
| Coreia do Norte | 1–0 | 0–1 | 1–0 |     |

### Grupo D
| Seleção        | Pts | J | V | E | D | GP | GC | SG |
| -------------- | --- | - | - | - | - | -- | -- | -- |
| Austrália      | 15  | 6 | 5 | 0 | 1 | 13 | 5  | +8 |
| Omã            | 8   | 6 | 2 | 2 | 2 | 3  | 6  | −3 |
| Arábia Saudita | 6   | 6 | 1 | 3 | 2 | 6  | 7  | –1 |
| Tailândia      | 4   | 6 | 1 | 1 | 4 | 4  | 8  | –4 |

|                | AUS | KSA | OMA | THA |
| -------------- | --- | --- | --- | --- |
| Austrália      |     | 4–2 | 3–0 | 2–1 |
| Arábia Saudita | 1–3 |     | 0–0 | 3–0 |
| Omã            | 1–0 | 0–0 |     | 2–0 |
| Tailândia      | 0–1 | 0–0 | 3–0 |     |

### Grupo E
| Seleção   | Pts | J | V | E | D | GP | GC | SG  |
| --------- | --- | - | - | - | - | -- | -- | --- |
| Irã       | 12  | 6 | 3 | 3 | 0 | 17 | 5  | +12 |
| Qatar     | 10  | 6 | 2 | 4 | 0 | 10 | 5  | +5  |
| Bahrein   | 9   | 6 | 2 | 3 | 1 | 13 | 7  | +6  |
| Indonésia | 0   | 6 | 0 | 0 | 6 | 3  | 26 | –23 |

|           | IRN | QAT | BHR | INA  |
| --------- | --- | --- | --- | ---- |
| Irã       |     | 2–2 | 6–0 | 3–0  |
| Qatar     | 1–1 |     | 0–0 | 4–0  |
| Bahrein   | 1–1 | 0–0 |     | 10–0 |
| Indonésia | 1–4 | 2–3 | 0–2 |      |

## Quarta fase
Ver artigo principal: Eliminatórias da Copa do Mundo FIFA de 2014 - Ásia (quarta fase)
Nesta última fase, as 10 seleções restantes foram divididas em dois grupos com 5 equipes cada. Os dois melhores colocados de cada grupo classificaram-se para a Copa do Mundo de 2014. Os terceiros colocados de cada grupo disputaram entre si a vaga na repescagem (quinta fase) em dois jogos, valendo o critério do gol fora de casa. O vencedor disputará na repescagem intercontinental uma última vaga no mundial.
O sorteio da quarta fase foi realizado a 9 de março de 2012 em Kuala Lumpur, na Malásia.[12] A AFC propôs que as seleções que se qualificaram para esta fase fossem distribuidas de acordo com o último ranking da FIFA antes do sorteio, o de março de 2012.[13]
|  | Equipes qualificadas para a Copa do Mundo de 2014 |
|  | Equipes qualificadas para a quinta fase           |
|  | Equipes eliminadas                                |

### Grupo A
| Seleção       | Pts | J | V | E | D | GP | GC | SG |
| ------------- | --- | - | - | - | - | -- | -- | -- |
| Irã           | 16  | 8 | 5 | 1 | 2 | 8  | 2  | +6 |
| Coreia do Sul | 14  | 8 | 4 | 2 | 2 | 13 | 7  | +6 |
| Uzbequistão   | 14  | 8 | 4 | 2 | 2 | 11 | 6  | +5 |
| Qatar         | 7   | 8 | 2 | 1 | 5 | 5  | 13 | –8 |
| Líbano        | 5   | 8 | 1 | 2 | 5 | 3  | 12 | –9 |

|               | KOR | IRN | UZB | QAT | LIB |
| ------------- | --- | --- | --- | --- | --- |
| Coreia do Sul |     | 0–1 | 1–0 | 2–1 | 3–0 |
| Irã           | 1–0 |     | 0–1 | 0–0 | 4–0 |
| Uzbequistão   | 2–2 | 0–1 |     | 5–1 | 1–0 |
| Qatar         | 1–4 | 0–1 | 0–1 |     | 1–0 |
| Líbano        | 1–1 | 1–0 | 1–1 | 0–1 |     |

### Grupo B
| Seleção   | Pts | J | V | E | D | GP | GC | SG  |
| --------- | --- | - | - | - | - | -- | -- | --- |
| Japão     | 17  | 8 | 5 | 2 | 1 | 16 | 5  | +11 |
| Austrália | 13  | 8 | 3 | 4 | 1 | 12 | 7  | +5  |
| Jordânia  | 10  | 8 | 3 | 1 | 4 | 7  | 16 | –9  |
| Omã       | 9   | 8 | 2 | 3 | 3 | 7  | 10 | –3  |
| Iraque    | 5   | 8 | 1 | 2 | 5 | 4  | 8  | –4  |

|           | AUS | JPN | IRQ | JOR | OMA |
| --------- | --- | --- | --- | --- | --- |
| Austrália |     | 1–1 | 1–0 | 4–0 | 2–2 |
| Japão     | 1–1 |     | 1–0 | 6–0 | 3–0 |
| Iraque    | 1–2 | 0–1 |     | 1–0 | 1–1 |
| Jordânia  | 2–1 | 2–1 | 1–1 |     | 1–0 |
| Omã       | 0–0 | 1–2 | 1–0 | 2–1 |     |

## Quinta fase
As equipes que finalizaram em terceiro lugar em seus grupos na quarta fase disputaram entre si a vaga como representante da Ásia na repescagem final, em partidas de ida e volta.
A ordem dos confrontos foi determinada através de sorteio a 19 de março de 2013, em Zurique, Suíça.[14]
| Time 1   | Total      | Time 2      | 1º jogo | 2º jogo |
| -------- | ---------- | ----------- | ------- | ------- |
| Jordânia | 2–2 (9–8p) | Uzbequistão | 1–1     | 1–1     |

| 6 de setembro de 2013 | Jordânia     | 1 – 1                      | Uzbequistão  | Estádio Rei Abdullah, Amã                     |
| 19:00 (UTC+3)         | Al-Laham 30' | Relatório[ligação inativa] | Djeparov 35' | Público: 16 819 Árbitro: JPN Yuichi Nishimura |

| 10 de setembro de 2013 | Uzbequistão | 1 – 1 (pro) | Jordânia   | Estádio Pakhtakor Markaziy, Tashkent           |
| 19:00 (UTC+5)          | Ismailov 5' | Relatório   | Murjan 43' | Público: 25 621 Árbitro: AUS Benjamin Williams |

|                                                                                               |       | Penalidades                                                                              |  |
| Ahmedov Djeparov Kapadze Tukhtakhodjaev Sergeev Shorakhmedov Denisov Nagaev Tursunov Ismailov | 8 – 9 | Bani Yaseen Al-Saify Abdallah Deeb Murjan Hayel Adous Mustafa Amer Deeb Zahran Al-Dmeiri |  |

## Repescagem intercontinental
Ver artigo principal: Eliminatórias da Copa do Mundo FIFA de 2014 - Repescagem intercontinental
Classificada como quinta colocada da Ásia, a Jordânia enfrentou o Uruguai, quinto colocado da CONMEBOL, em partidas de ida e volta. A vencedora classificou-se a Copa do Mundo de 2014. Em 29 de julho de 2011, um sorteio definiu os emparelhamentos da repescagem entre as confederações.[10] A partida de ida foi disputada em 13 de novembro, na Jordânia, e a partida de volta foi disputada em 20 de novembro de 2013, no Uruguai.[15]
| Time 1   | Total | Time 2  | 1º jogo | 2º jogo |
| -------- | ----- | ------- | ------- | ------- |
| Jordânia | 0–5   | Uruguai | 0–5     | 0–0     |

## Artilharia
| 8 gols (1) - JPN Shinji Okazaki 7 gols (4) - IRQ Younis Mahmoud - JOR Ahmad Hayel - JOR Hassan Abdel-Fattah - VIE Lê Công Vinh 6 gols (2) - IRN Javad Nekounam - KOR Park Chu-Young 5 gols (8) - AUS Joshua Kennedy - CHN Hao Junmin - JOR Amer Deeb - JPN Keisuke Honda - KOR Lee Keun-Ho - KSA Nasser Al-Shamrani - LIB Hassan Maatouk - QAT Khalfan Ibrahim 4 gols (7) - BHR Ismail Abdul-Latif - CHN Yang Xu - INA Cristian Gonzáles - JPN Ryoichi Maeda - JPN Shinji Kagawa - KUW Yousef Nasser Al-Sulaiman - UZB Server Djeparov 3 gols (25) - AUS Brett Holman - AUS Tim Cahill - BHR Sayed Dhiya - IRN Karim Ansarifard - IRN Mohammad Reza Khalatbari - IRN Mojtaba Jabbari - IRN Reza Ghoochannejhad - IRQ Alaa Abdul-Zahra - IRQ Nashat Akram - JOR Abdallah Deeb - LAO Visay Phaphouvanin - LIB Ali Al-Saadi - LIB Mahmoud El Ali - MAS Mohd Safee Mohd Sali - OMA Ahmed Mubarak - OMA Amad Al-Hosni - PLE Murad Alyan - QAT Sebastián Soria - SIN Aleksandar Đurić - SYR Raja Rafe - UAE Ismail Matar - UZB Alexander Geynrikh - UZB Bahodir Nasimov - UZB Sanjar Tursunov - UZB Ulugbek Bakayev 2 gols (51) - AUS Alex Brosque - AUS Archie Thompson - BAN Zahid Hassan Ameli - BHR Mahmood Abdulrahman - BHR Mohamed Al-Alawi - CAM Kouch Sokumpheak - CAM Samel Nasa - CHN Chen Tao - CHN Deng Zhuoxiang - CHN Yu Hai - CHN Yu Hanchao - CHN Zheng Zheng - IRN Andranik Teymourian - IRN Ashkan Dejagah - IRN Gholamreza Rezaei - IRN Hadi Aghily - IRQ Hawar Mulla Mohammed - JOR Saeed Murjan - JPN Mike Havenaar - JPN Yuzo Kurihara - KOR Ji Dong-Won - KOR Kim Bo-Kyung - KOR Koo Ja-Cheol - KOR Lee Dong-Gook - KSA Mohammed Noor - KUW Musaed Neda - LAO Lamnao Singto | 2 gols (continuação) - LAO Manolom Phomsouvanh - LIB Roda Antar - MAS Mohd Aidil Zafuan Abd Radzak - MAS Mohd Safiq Rahim - NEP Anil Gurung - NEP Ju Manu Rai - OMA Hussain Al-Hadhri - OMA Ismail Al Ajmi - PHI Phil Younghusband - PRK Pak Nam-Chol - QAT Mohammed Kasola - QAT Mohammed Razak - QAT Yusef Ali - SIN Shi Jiayi - THA Datsakorn Thonglao - THA Teerasil Dangda - TPE Chen Po-liang - UAE Ali Al-Wehaibi - UAE Bashir Saeed - UAE Ismail Al-Hammadi - UAE Mohamed Al-Shehhi - UZB Odil Ahmedov - VIE Huỳnh Quang Thanh - VIE Nguyễn Quang Hải 1 gol (126) - AFG Balal Arezou - AUS Brett Emerton - AUS Harry Kewell - AUS Lucas Neill - AUS Luke Wilkshire - AUS Mark Bresciano - AUS Mile Jedinak - AUS Robbie Kruse - AUS Tommy Oar - BAN Karim Razaul - BAN Mithun Chowdhury Mithun - BAN Mohamed Zahid Hossain - BHR Mahmood Al-Ajmi - BHR Sayed Saeed - CAM Chhin Chhoeun - CAM Khuon Laboravy - CHN Li Weifeng - CHN Qu Bo - CHN Yu Dabao - CHN Zheng Zhi - INA Bambang Pamungkas - INA Mohammad Nasuha - INA Muhammad Ilham - INA Muhammad Ridwan - IND Gouramangi Singh - IND Jeje Lalpekhlua - IRN Ali Karimi - IRN Jalal Hosseini - IRN Milad Meydavoudi - IRN Saeid Daghighi - IRQ Hammadi Ahmad - IRQ Karrar Jassim - IRQ Mustafa Karim - IRQ Qusay Munir - JOR Anas Bani Yaseen - JOR Baha'a Abdul-Rahman - JOR Basem Fathi - JOR Khalil Bani Attiah - JOR Mossab Al-Laham - JOR Thaer Bawab - JPN Hiroshi Kiyotake - JPN Kengo Nakamura - JPN Maya Yoshida - JPN Yasuyuki Konno - JPN Yūichi Komano - KOR Kim Chi-Woo - KOR Kim Jung-Woo - KOR Kim Shin-Wook - KOR Kwak Tae-Hwi - KOR Son Heung-Min - KSA Ahmed Al-Fraidi - KSA Hassan Fellatah - KSA Mohammad Al-Sahlawi - KSA Naif Hazazi - KSA Osama Al-Muwallad - KSA Osama Hawsawi | 1 gol (continuação) - KSA Salem Al-Dossari - KUW Bader Al-Mutwa - KUW Fahad Al-Enezi - KUW Fahed Al-Ibrahim - KUW Hussain Fadel - KUW Waleed Ali - LAO Kanlaya Sysomvang - LAO Khampheng Sayavutthi - LAO Soukaphone Vongchiengkham - LAO Souliya Syphasay - LIB Abbas Ali Atwi - LIB Akram Moghrabi - LIB Mohammed Ghaddar - LIB Tarek El Ali - MAC Leong Ka Hang - MAS Abdul Hadi Yahya - MNG Khurelbaatar Tsend-Ayush - MYA Mai Aih Naing - MYA Pai Soe - NEP Bharat Khawas - NEP Bhola Silwal - NEP Jagjeet Sherestha - NEP Sujal Sherestha - OMA Abdulaziz Al-Muqbali - OMA Juma Darwish Al-Mashri - OMA Mohammed Al Balushi - PHI Ángel Guirado - PHI Emelio Caligdong - PHI Nate Burkey - PHI Stephan Schröck - PLE Husam Wadi - PLE Ismail Alamour - PRK Jang Song-Hyok - QAT Abdulaziz Al Sulaiti - QAT Abdulgadir Ilyas Bakur - QAT Meshal Mubarak - QAT Mohammed El-Sayed - QAT Yusef Ahmed - SIN Fahrudin Mustafić - SIN Mohammad Abdul - SIN Qiu Li - SRI Chatura Gunarathna - SYR George Mourad - SYR Nadim Sabagh - THA Jakkraphan Kaewprom - THA Sompong Soleb - TJK Akhtam Khamroqulov - TJK Kamel Saedov - TKM Arslanmyrat Amanov - TKM Berdi Şamyradow - TKM Gahrymanberdi Çoñkaýew - TKM Vyacheslav Krendelyov - TLS João Pereira - TPE Chang Han - TPE Xavier Chen - UAE Ahmed Khalil - UAE Hamdan Al-Kamali - UAE Mahmoud Khamees - UZB Aleksandr Shadrin - UZB Anzur Ismailov - UZB Jasur Hasanov - UZB Marat Bikmaev - UZB Maksim Shatskikh - UZB Oleg Zoteev - UZB Timur Kapadze - UZB Victor Karpenko - VIE Nguyễn Ngọc Thanh - VIE Nguyễn Quyet Văn - VIE Nguyễn Trọng Hoàng - VIE Phạm Thành Lương Gols-contra (9) - AUS Mile Jedinak (para o Omã) - KOR Ki Sung-Yueng (para o Uzbequistão) - LIB Mahmoud Younes (para o Kuwait) - OMA Rashid Al-Farsi (para a Tailândia) - TJK Farrukh Choriev (para a Síria) - UAE Hamdan Al Kamali (para a Coreia do Sul) - UAE Walid Abbas (para o Kuwait) - UZB Akmal Shorakhmedov (para a Coreia do Sul) - UZB Artyom Filiposyan (para a Coreia do Sul) |